# Allan Nielsen
Pour les articles homonymes, voir Nielsen.
Allan Nielsen est un footballeur danois né le 13 mars 1971 à Esbjerg. Il est devenu entraîneur.

## Carrière de joueur
- 1989-1991 : Bayern Munich  Allemagne
- 1991 : FC Sion  Suisse
- 1991-1993 : OB Odense  Danemark
- 1994-1995 : FC Copenhague  Danemark
- 1995-1996 : Brøndby IF  Danemark
- 1996-2000 : Tottenham Hotspur  Angleterre
- 2000 : Wolverhampton Wanderers  Angleterre
- 2000-2003 : Watford  Angleterre
- 2003-2004 : Herfølge BK  Danemark (entraîneur-joueur)

## Carrière d'entraîneur
- 2003-2004 : Herfølge BK  Danemark (entraîneur-joueur)
- 2004-2005 : Herfølge BK  Danemark

## Palmarès
- 44 sélections et 7 buts avec l'équipe du Danemark entre 1995 et 2002.